# Форт-Ешбі (Західна Вірджинія)
Форт-Ешбі (англ. Fort Ashby) — переписна місцевість (CDP) в США, в окрузі Мінерал штату Західна Вірджинія. Населення — 1289 осіб (2020).

## Географія
Форт-Ешбі розташований за координатами 39°29′29″ пн. ш. 78°45′31″ зх. д. / 39.49139° пн. ш. 78.75861° зх. д. (39.491276, -78.758696).  За даними Бюро перепису населення США в 2010 році переписна місцевість мала площу 9,25 км², з яких 9,15 км² — суходіл та 0,10 км² — водойми.

## Демографія
Згідно з переписом 2010 року, у переписній місцевості мешкало 1380 осіб у 609 домогосподарствах у складі 394 родин. Густота населення становила 149 осіб/км².  Було 659 помешкань (71/км²).
Расовий склад населення:
| - 99,1 % — білих - 0,4 % — азіатів - 0,1 % — корінних американців - 0,1 % — чорних або афроамериканців |

До двох чи більше рас належало 0,2 %. Частка іспаномовних становила 0,5 % від усіх жителів.
За віковим діапазоном населення розподілялося таким чином: 20,5 % — особи молодші 18 років, 60,8 % — особи у віці 18—64 років, 18,7 % — особи у віці 65 років та старші. Медіана віку мешканця становила 43,3 року. На 100 осіб жіночої статі у переписній місцевості припадало 97,1 чоловіків;  на 100 жінок у віці від 18 років та старших — 88,8 чоловіків також старших 18 років.
Середній дохід на одне домашнє господарство  становив 43 063 долари США (медіана — 26 410), а середній дохід на одну сім'ю — 64 305 доларів (медіана — 67 667). За межею бідності перебувало 15,7 % осіб, у тому числі 13,2 % дітей у віці до 18 років та 16,8 % осіб у віці 65 років та старших.
Цивільне працевлаштоване населення становило 724 особи. Основні галузі зайнятості: освіта, охорона здоров'я та соціальна допомога — 31,4 %, виробництво — 18,4 %, публічна адміністрація — 12,3 %, роздрібна торгівля — 10,9 %.